# St. Josef (Tscheltsch)

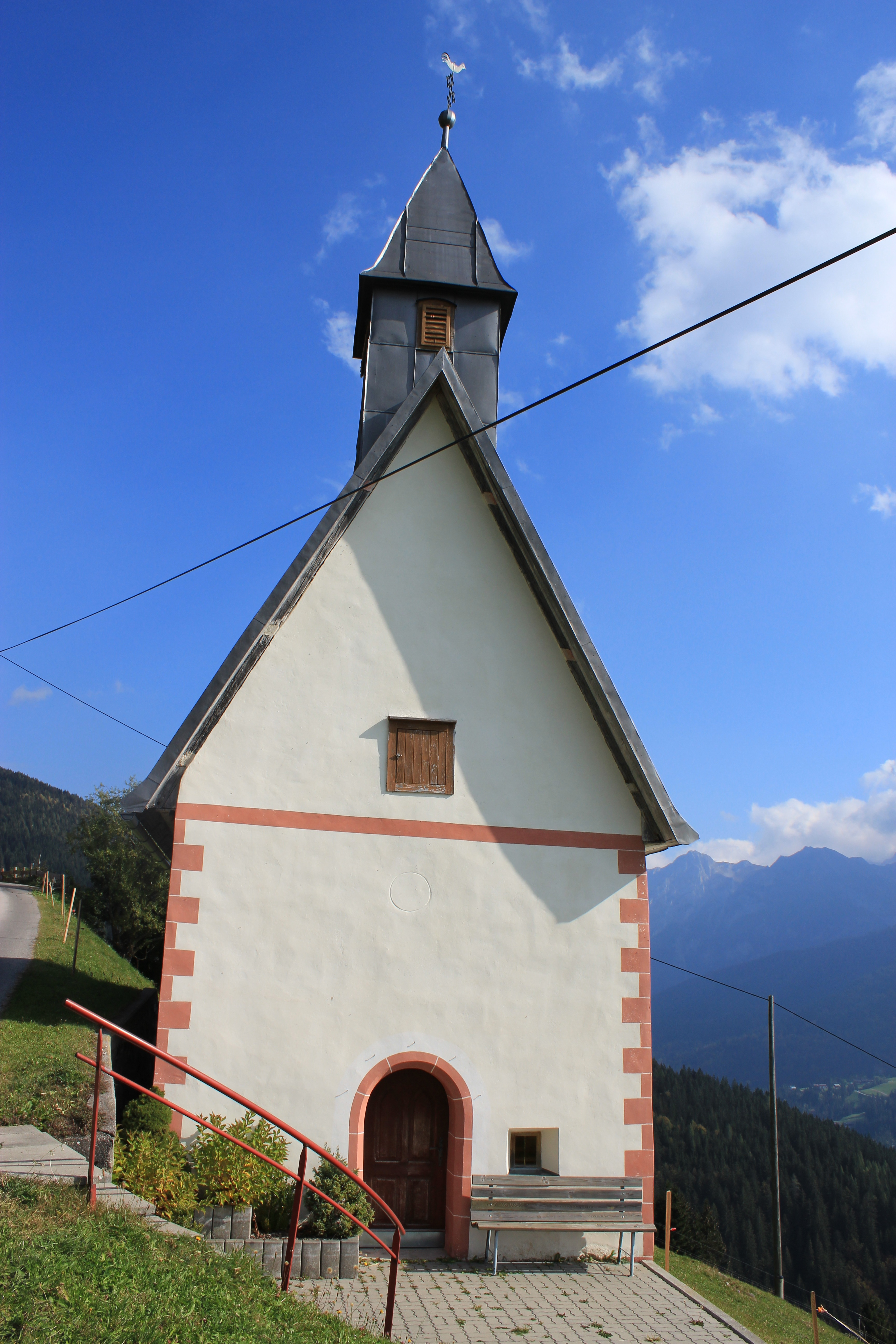

Die Kirche von Tscheltsch steht in 1310 m Höhe über der Ortschaft Klebas in der Gemeinde Lesachtal. Die dem heiligen Josef geweihte Filialkirche gehört zur Pfarre Liesing.
Der Sakralbau wurde vermutlich 1657 errichtet, die Netzgrate im Gewölbe und das steile und hohe Dach sprechen jedoch für eine Erbauung in der ersten Hälfte des 16. Jahrhunderts.
Die kleine Saalkirche mit 3/8-Schluss besitzt einen hölzernen Dachreiter, der wie das Dach mit Blech verkleidet ist. Die spätbarocken Fenster wurden nachträglich eingebaut. 
Betreten wird die Kirche durch das rundbogige Westportal. Im Inneren verlaufen die Ansätze des Netzgratgewölbe in der Wand.
Der Knorpelwerksaltar wurde um 1670 geschaffen, die Bilder wurden erneuert. Das Mittelbild zeigt den Heiligen Josef mit segnendem Jesuskind, das Oberbild Johannes den Täufer und das Bild am Antependium Mariä Heimsuchung.